# Moneulia
Moneulia là một chi bướm đêm thuộc phân họ Tortricinae của họ Tortricidae.

## Các loài
- Moneulia monilia Razowski & Becker, 2002